# Fontana di piazza Sant'Andrea della Valle

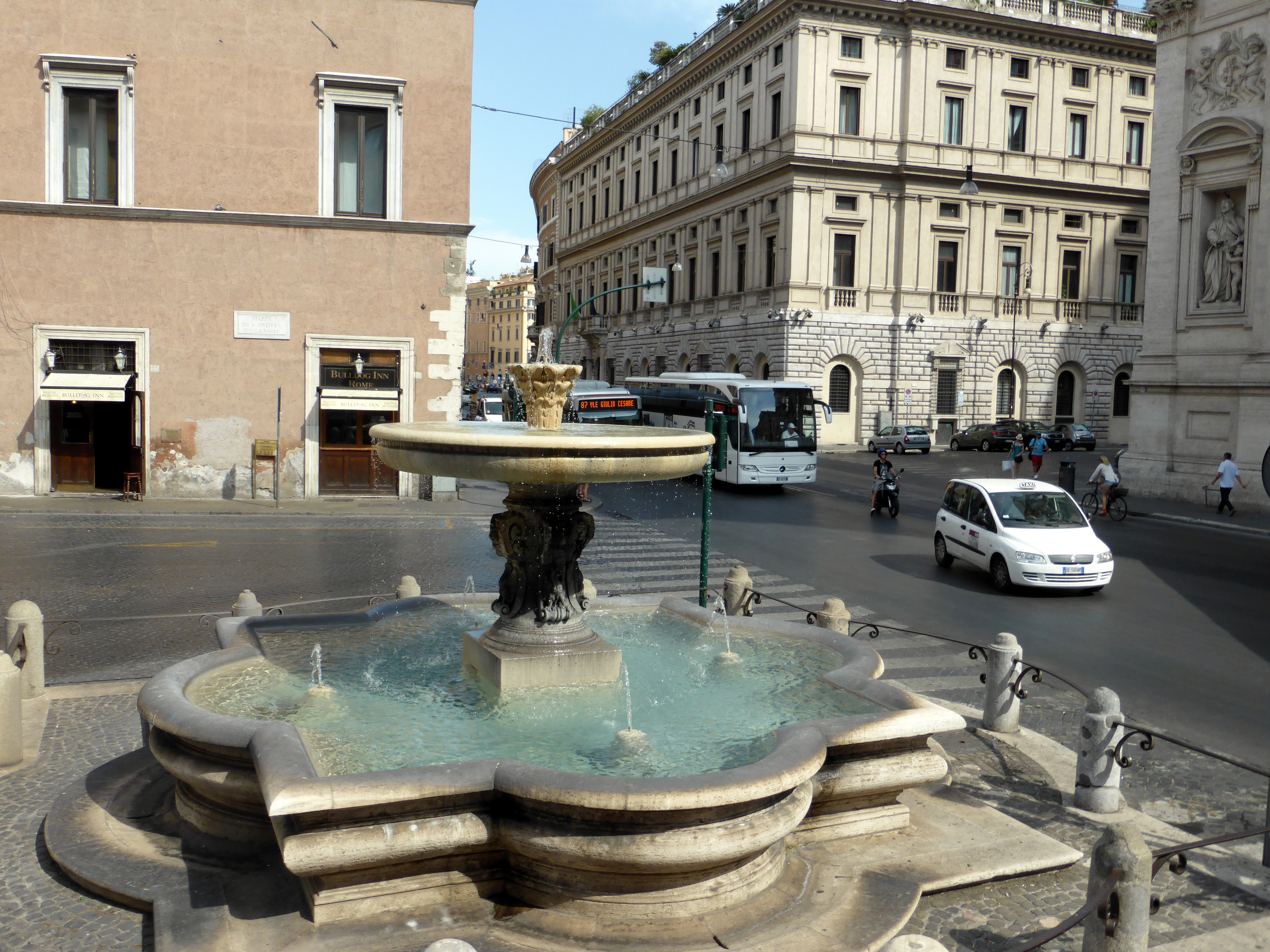
La fontana in piazza Sant’Andrea della Valle

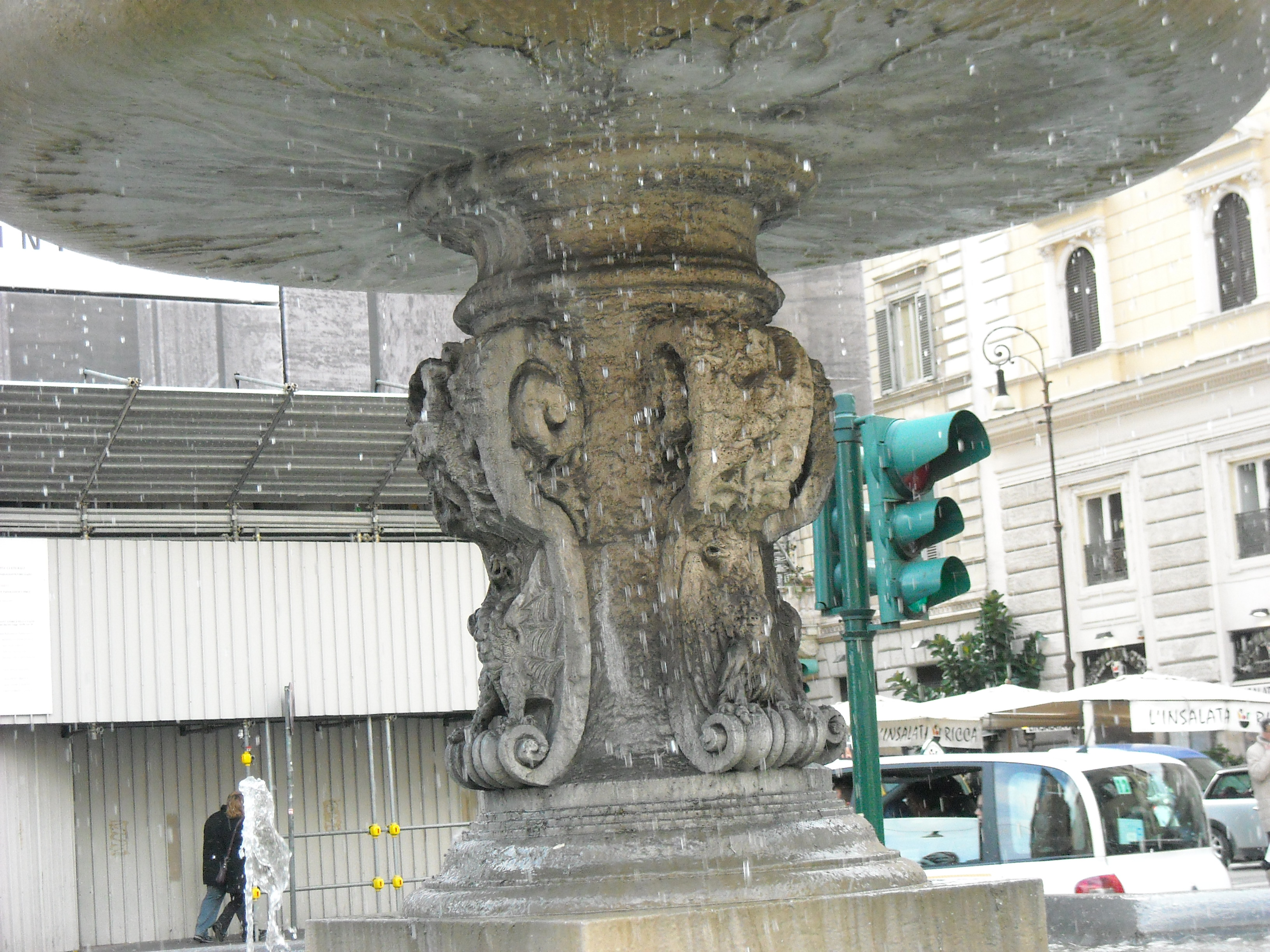
L’elegante balaustro che sorregge il catino superiore

La fontana di piazza Sant'Andrea della Valle si trova a Roma, di fronte all'omonima basilica, dove fu trasferita dalla scomparsa piazza Scossacavalli.

## Descrizione
All'inizio del XVII secolo le aree a destra del Tevere erano ancora scarsamente approvvigionate d'acqua, e la dotazione idrica delle zone di Trastevere, del Vaticano e di Borgo fu uno dei primi problemi affrontati dal papa Paolo V appena eletto. In realtà, come già per alcuni dei suoi recenti predecessori, il fine ultimo del pontefice era di poter disporre di una cospicua riserva d'acqua corrente per i giardini della sua residenza vaticana, ma il Comune di Roma accettò di contribuire alle spese per il ripristino dell'antico acquedotto Traiano che, ricevendo acqua dal lago di Bracciano, avrebbe consentito l'autonomia idrica delle zone a destra del fiume. Iniziati i lavori nel 1608, nel 1610 il progetto principale fu portato a termine, al quale vennero aggiunte alcune condotte secondarie che consentissero all'acqua di raggiungere, tra l'altro, il Vaticano e il rione Borgo e di alimentare alcune fontane progettate o rinnovate per l'occasione.

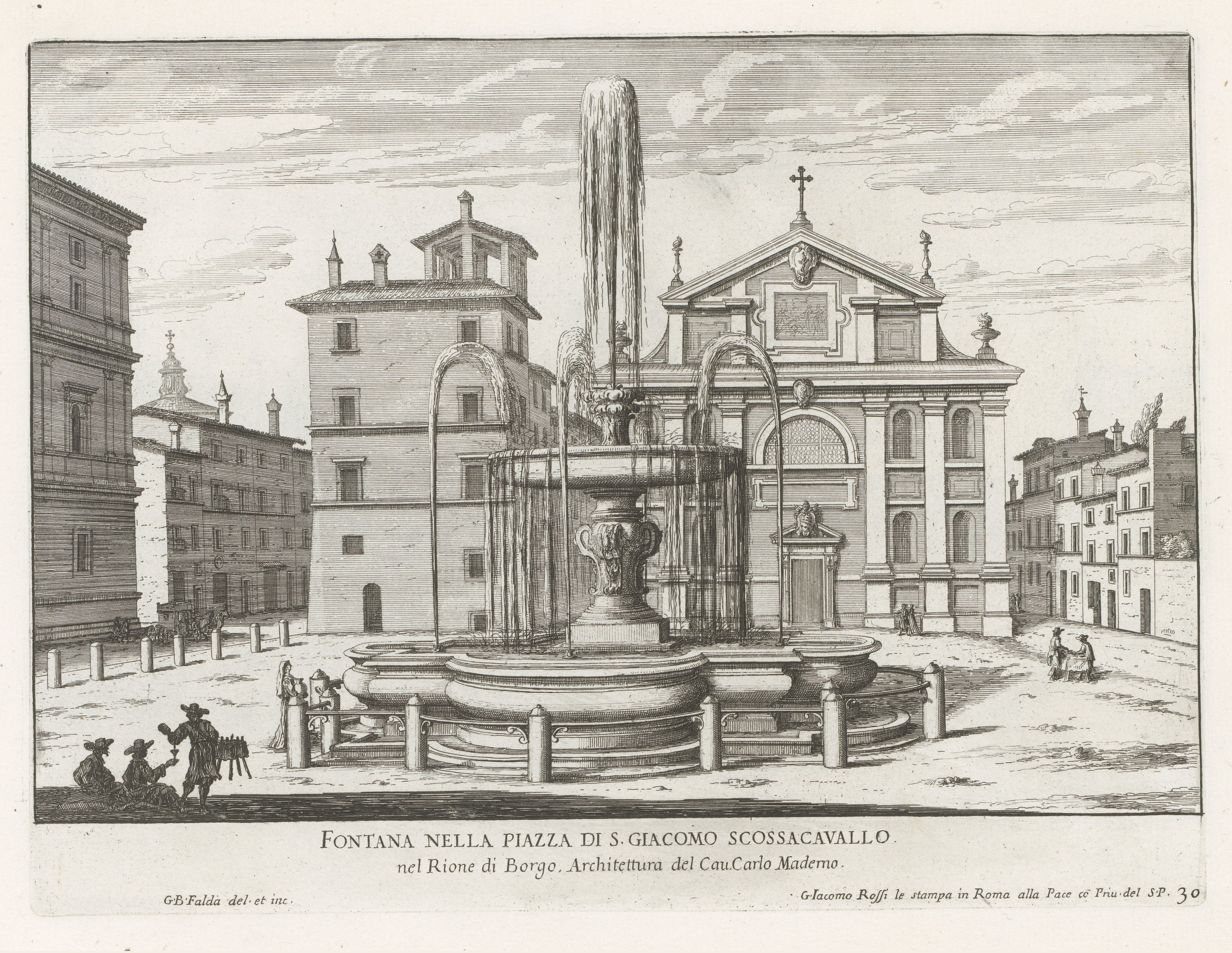
Giovanni Battista Falda, La Fontana nella Piazza di S. Giacomo Scossacavallo

Sebbene occupato in opere più impegnative, come la realizzazione della facciata della basilica di San Pietro, nel 1614 Carlo Maderno fu incaricato da papa Paolo V di realizzare una fontana pubblica (la prima in quella zona) per l'approvvigionamento idrico del quartiere di Borgo. La fontana venne sistemata nell'unica vera piazza del quartiere, dove, tra l'altro, sorgeva l'antica chiesa di San Giacomo, piazza Scossacavalli, che si trovava sul percorso dell'odierna via della Conciliazione, tra il “Palazzo Giraud” (oggi “Palazzo Torlonia”) e il “Palazzo dei Penitenzieri” (oggi trasformato in hotel).
La forma della fontana ricalcava, semplificandolo, il modello dellaportiano: una vasca quadrata, in travertino, con i lati bombati, al cui centro era poggiata, su un balaustro riccamente ornato con quattro volute e le insegne pontificie, una vasca rotonda, piuttosto piatta. Tutto il complesso era posto su un basso gradino che riprendeva la forma della vasca inferiore ed era circondato da sedici colonnine che sostenevano la recinzione in ferro. L'acqua zampillava da un elemento sommitale a capitello con decorazioni floreali e da quattro bocche posizionate all'interno della vasca più grande, in corrispondenza della bombatura dei lati del quadrato.
Negli anni a cavallo del 1935 la costruzione di via della Conciliazione portò alla demolizione dell'intera “Spina di Borgo”, con l'eliminazione della piazza e della chiesa. La fontana resistette al suo posto per alcuni anni, mentre proseguivano i lavori, poi, tra il 1941 e il 1945, venne progressivamente smontata e riposta nei magazzini del Comune. Da lì fu recuperata nel 1951 per essere sistemata in piazza della Pilotta, ma il progetto venne abbandonato prima che prendesse forma definitiva, e fu di nuovo immagazzinata. Ancora nel 1955 si propose di sistemarla in vari punti lungo via della Conciliazione, o in piazza della Cancelleria o nel quartiere di Primavalle, ma ancora una volta non se ne fece nulla. Nel 1958 venne finalmente posizionata nella sua attuale collocazione, dopo aver scartato altre ipotesi che riguardavano piazza della Rovere e piazza San Salvatore in Lauro. Della fontana originale è però andata perduta, nel frattempo, la vasca superiore in marmo, che è stata sostituita con una copia in cemento.
L'ultimo restauro risale al 2001-2002.